# ペイトン
ペイトンあるいはピトン（希：Πείθων / Πίθων, ラテン文字転記：Peithon / Pithon, 紀元前355年頃 - 紀元前316年）はアレクサンドロス3世に仕えたマケドニアの将軍で、ディアドコイの一人である。

## アレクサンドロスの下で
ペイトンはクラテロス（クラテウアスとも、アレクサンドロス3世に仕えたクラテロスとは別人）の子であり、マケドニア西部のエオルダイアの貴族である。彼は側近護衛官としてアレクサンドロス3世の東征に参加したが、さほど目立った働きは示していない。彼はインドにおいては三段櫂船艤装奉仕を行った一人となった。紀元前323年のアレクサンドロスの臨終に際しては他の将軍たちと共にサラピス神殿に参篭して神託を仰いだ。

## ディアドコイ戦争
紀元前323年のアレクサンドロスの死後、バビロン会議にてペイトンはメディア太守に任じられた。彼の任地メディアは東方と西方の通行を抑える戦略上の要地であったが、一人で支配するにはあまりにも広すぎるので、北部はアトロパテスに渡され、そこはアトロパテスにちなんでメディア・アトロパテネと呼ばれた。また、それと同じ年にアレクサンドロスの死に乗じ、バクトリアに入植したギリシア人がそこに留まるのを嫌がり（そこはギリシア生まれの彼らにとっては僻地であった）、反乱を起こした。帝国摂政ペルディッカスの命を受けたペイトンはその鎮圧に向かい、歩兵12000と騎兵3000からなる反乱軍を撃破した。彼はペルディッカスから反乱者を皆殺しにするよう命じられていたが、彼らを自身の勢力に組み入れようと考えて敵を許そうとした。しかし、彼の兵士たちはペルディッカスに約束された戦利品を得ようとして彼らを虐殺し、ペイトンの目論みは外れた。その後、ペイトンはペルディッカスの許へと戻った。
紀元前321年、ペイトンはペルディッカスのエジプト遠征に参加したが、ペルディッカスがナイル渡河作戦に失敗したため彼を見限り、セレウコス、アンティゲネスらと共にペルディッカスを暗殺した。彼らはエジプト太守プトレマイオスと交渉し、プトレマイオスはペイトンとアリダイオスを新摂政に推したが、ペルディッカス暗殺と同年に開かれたトリパラディソスの軍会でエウリュディケの反対を受け、それは成らなかった（結局摂政位はアンティパトロスのものになった）。この時、ペイトンはメディア太守位を維持した。その後、彼は高地太守領での勢力拡大を目論み、弟のエウダモスを太守に据えるためにパルティア太守ピリッポスを殺害したが、紀元前317年にピリッポスの二の舞になることを恐れたペウケスタス率いる東方太守連合軍（ペルシス太守ペウケスタス、メソポタミア太守アンフィマコス、カルマニア太守トレポレモス、アラコシア太守シビュルティオス、アレイア・ドランギアナ太守スタサンドロス、ガンダーラ太守ペイトン）に敗退し、ペイトンはセレウコスの許へと逃げた。そして、ペイトンはセレウコスと共にアンティゴノスと手を結び、エウメネスおよびペウケスタスらと戦った。この戦争においてペイトンはたびたび大きな指揮権を託されるなどアンティゴノスの副将のような地位にあり、パラエタケネ、ガビエネの両会戦ではともに左翼の騎兵部隊を指揮した。
エウメネスの死後、ペイトンは高地アジアの支配という野心を露わにしてアンティゴノスに対する戦いを始めようとしたため、警戒心を抱いたアンティゴノスによって捕らえられて処刑された（紀元前316年）。

## 註
1. ↑  アッリアノス, 『アレクサンドロス大王東征記』, VI. 28
2. ↑  アッリアノス, 『インド誌』, 18
3. ↑  アッリアノス, 『アレクサンドロス大王東征記』, VII. 26
4. ↑  プルタルコス, 「アレクサンドロス」, 76
5. ↑  ディオドロス, XVIII. 3
6. ↑  ユスティヌス, XIII. 4
7. 1 2 3  フォティオス, cod. 92
8. ↑  クルティウス, x. 10. 4
9. ↑  ディオドロス, XVIII. 4, 7
10. ↑  ibid, XVIII. 36
11. ↑  ディオドロス, XVIII. 39
12. ↑  ディオドロス, XIX. 14
13. ↑  ibid, XIX. 19, 26
14. ↑  ibid, XIX. 29, 30, 40, 43
15. ↑  ibid, XIX. 46